# Pangshura tentoria
Pangshura tentoria е вид влечуго от семейство Азиатски речни костенурки (Geoemydidae).

## Разпространение
Видът е разпространен в Бангладеш и Индия.